# Operation Archery
Operation Archery (norska: Måløyraidet) var kodnamnet på en aktion under andra världskriget vilken planerades, leddes och genomfördes av brittiska SOE. Sexton norska militärer från Kompani Linge deltog. Operationen var riktad mot mål i Måløy och Vågsøy.
Operationen genomfördes under 26 till 28 december 1941 parallellt med operation Anklet vilken hade Reine och Moskenes i Lofoten som mål. Operation Anklet genomfördes främst som en skenmanöver för den större Operation Archery. Dessa två operationer var de första större kombinerade attackerna efter att Norwegian Independent Company No. 1, (populärt kallad Kompani Linge) formellt hade bildats.
Under Operation Archery deltog en styrka på 576 man, varav 51 officerare. Bland dessa fanns Martin Linge och 15 andra officerare från Kompani Linge.
Attacken var militärt framgångsrik. Fabriker, lager och tyska baracker i målområdet skadades svårt och åtta fartyg sänktes. Dock sköts frontfiguren Martin Linge ihjäl vid en av attackerna, när han, endast beväpnad med en pistol, ledde sina män mot tyskarna.